# Braunia secunda
Braunia secunda är en bladmossart som beskrevs av Bruch och W. P. Schimper in B.S.G. 1846. Braunia secunda ingår i släktet Braunia och familjen Hedwigiaceae. Inga underarter finns listade i Catalogue of Life.